# Jo Dee Messina

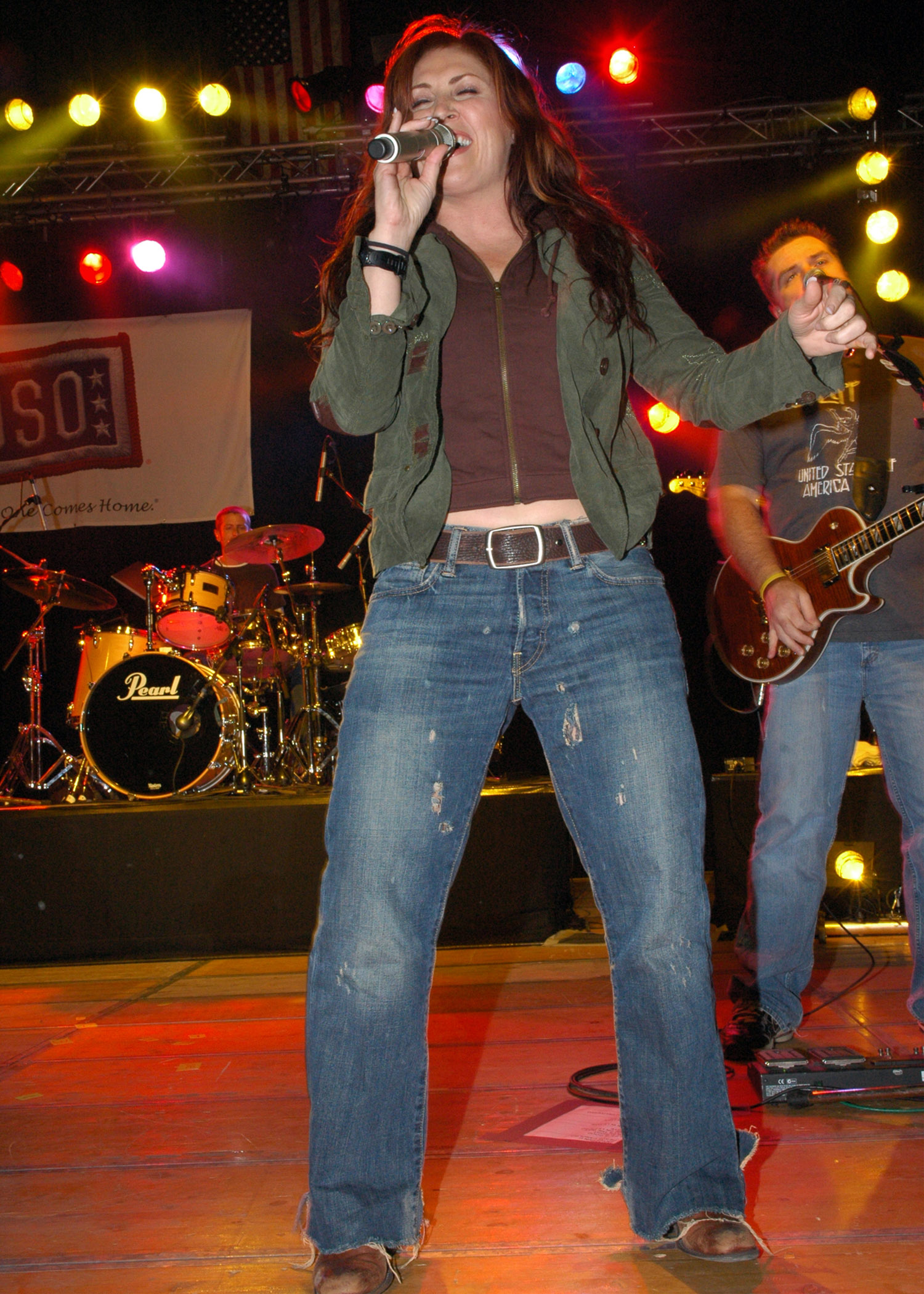
Jo Dee Messina (2007)

Jo Dee Messina (* 25. August 1970 als Jo-Dee Marie Messina in Framingham, Massachusetts) ist eine US-amerikanische Country-Sängerin und Songschreiberin. Sie hatte sechs Nummer-eins-Hits in den Country-Charts, darunter Titel wie That's the Way, Stand Beside Me oder My Give a Damn's Busted. Sie ist die erste Country-Sängerin, die gleichzeitig drei Nummer-eins-Hits vom gleichen Album über mehrere Wochen in den Country-Charts platzieren konnte.

## Biografie

### Anfänge
Messina wurde 1970 als Tochter von Vincent und Mary Messina in Framingham, Massachusetts, geboren. Sie hat drei Geschwister und wuchs im benachbarten Holliston auf. Messina sang bereits als Kind in Theateraufführungen; als Teenager gründete sie mit ihren Geschwistern eine Band und trat in Clubs in der Umgebung auf.
Im Alter von 19 zog Messina nach Nashville, wo sie bei Talentwettbewerben mitmachte. Das führte zu regelmäßigen Auftritten bei der Radioshow Live at Libby’s, bei denen Musikproduzent Byron Gallimore auf Messina aufmerksam wurde. Dieser arbeitete bereits mit Country-Sänger Tim McGraw zusammen, mit dem Messina sich anfreundete.

### Karriere und Privatleben
Schließlich erhielt Messina einen Plattenvertrag bei McGraws Label Curb, und 1996 erschien ihr Debütalbum Jo Dee Messina, das bereits zwei Top-10-Hits hervorbrachte: Heads Carolina, Tails California, das Platz zwei belegen konnte und You’re Not in Kansas Anymore.
Mit Messinas zweitem Album I’m Alright gelang ihr 1998 der Durchbruch. Die ausgekoppelten Singles Bye Bye, I’m Alright und Stand Beside Her konnten sich mehrere Wochen auf Platz eins der Country-Charts halten, was zuvor noch keiner Interpretin gelungen war. Die Auskopplung Lesson in Leavin schaffte es zudem auf Platz zwei. Neben der Auszeichnung in den USA erreichte das Album auch in Kanada eine Platin-Auszeichnung.
1999 wurde Messina für ihre Erfolge von der CMA und der ACM ausgezeichnet. 2000 folgte ihr drittes Album Burn, das weiter in Richtung Popmusik ging. Es wurde ihr erstes Nummer-1-Album, verkaufte sich mehr als eine Million Mal, und die daraus ausgekoppelte Single That's the Way wurde Messinas vierte Nummer-1-Single. Die Songs Burn und Downtime waren weitere Top-Ten-Erfolge, während die vierte Auskoppelung Bring On the Rain, ein Duett mit Tim McGraw, erneut Platz eins belegte. Das Album erreichte auch in Kanada eine Goldauszeichnung.
Nachdem Messina 2004 einen erfolgreichen Alkoholentzug in einer Klinik in Utah hinter sich gebracht hatte, erschien 2005 ihr nächstes Studioalbum Delicious Surprise, das erneut Platz eins der Country-Charts sowie Platz sieben der Popcharts belegte. Die Auskopplung My Give a Damn's Busted wurde ebenfalls wieder ein Nr.-1-Hit für Messina.
Messina ist seit Ende 2007 verheiratet, im Januar 2009 kam in Nashville der gemeinsame Sohn zur Welt.

## Diskografie

### Alben
| Jahr | Titel              | Höchstplatzierung, Gesamtwochen, AuszeichnungChartplatzierungen (Jahr, Titel, Platzierungen, Wochen, Auszeichnungen, Anmerkungen) | Höchstplatzierung, Gesamtwochen, AuszeichnungChartplatzierungen (Jahr, Titel, Platzierungen, Wochen, Auszeichnungen, Anmerkungen) | Anmerkungen                            |
| Jahr | Titel              | US | Country | Anmerkungen                            |
| ---- | ------------------ | --- | --- | -------------------------------------- |
| 1996 | Jo Dee Messina     | US146 Gold · (5 Wo.)US | Country22 (51 Wo.)Country | Erstveröffentlichung: 26. März 1996    |
| 1998 | I’m Alright        | US61 ×2Doppelplatin · (104 Wo.)US                                                                                                 | Country5 (104 Wo.)Country | Erstveröffentlichung: 17. März 1998    |
| 2000 | Burn               | US19 Platin · (66 Wo.)US | Country1 (111 Wo.)Country | Erstveröffentlichung: 1. August 2000   |
| 2002 | A Joyful Noise     | US147 (4 Wo.)US | Country18 (11 Wo.)Country | Erstveröffentlichung: 29. Oktober 2002 |
| 2005 | Delicious Surprise | US7 Gold · (16 Wo.)US | Country1 (40 Wo.)Country | Erstveröffentlichung: 26. April 2005   |
| 2014 | Me                 | US156 (1 Wo.)US | Country19 (1 Wo.)Country | Erstveröffentlichung: 18. März 2014    |

### Kompilationen
| Jahr | Titel         | Höchstplatzierung, Gesamtwochen, AuszeichnungChartplatzierungen (Jahr, Titel, Platzierungen, Wochen, Auszeichnungen, Anmerkungen) | Höchstplatzierung, Gesamtwochen, AuszeichnungChartplatzierungen (Jahr, Titel, Platzierungen, Wochen, Auszeichnungen, Anmerkungen) | Anmerkungen                        |
| Jahr | Titel         | US | Country | Anmerkungen                        |
| ---- | ------------- | --- | --- | ---------------------------------- |
| 2003 | Greatest Hits | US14 Gold · (20 Wo.)US | Country1 (83 Wo.)Country | Erstveröffentlichung: 20. Mai 2003 |

Weitere Kompilationen
- 2017: All-Time Greatest Hits

### EPs
| Jahr | Titel                      | Höchstplatzierung, Gesamtwochen, AuszeichnungChartplatzierungen (Jahr, Titel, Platzierungen, Wochen, Auszeichnungen, Anmerkungen) | Höchstplatzierung, Gesamtwochen, AuszeichnungChartplatzierungen (Jahr, Titel, Platzierungen, Wochen, Auszeichnungen, Anmerkungen) | Anmerkungen                          |
| Jahr | Titel                      | US | Country | Anmerkungen                          |
| ---- | -------------------------- | --- | --- | ------------------------------------ |
| 2010 | Unmistakable Trilogy: Love | US106 (1 Wo.)US | Country21 (5 Wo.)Country | Erstveröffentlichung: 27. April 2010 |

Weitere EPs
- 2010: Unmistakable: Drive
- 2010: Unmistakable: Inspiration

### Singles
| Jahr | Titel Album                                          | Höchstplatzierung, Gesamtwochen, AuszeichnungChartplatzierungen (Jahr, Titel, Album, Platzierungen, Wochen, Auszeichnungen, Anmerkungen) | Höchstplatzierung, Gesamtwochen, AuszeichnungChartplatzierungen (Jahr, Titel, Album, Platzierungen, Wochen, Auszeichnungen, Anmerkungen) | Anmerkungen                                             |
| Jahr | Titel Album                                          | US | Country | Anmerkungen                                             |
| --- | ---------------------------------------------------- | --- | --- | ------------------------------------------------------- |
| 1996 | Heads Carolina, Tails California Jo Dee Messina      | US— PlatinUS | Country2 (20 Wo.)Country | Erstveröffentlichung: 22. Januar 1996                   |
| 1996 | You’re Not in Kansas Anymore Jo Dee Messina          | — | Country7 (20 Wo.)Country | Erstveröffentlichung: 24. Juni 1996                     |
| 1996 | Do You Wanna Make Something of It? Jo Dee Messina    | — | Country53 (13 Wo.)Country | Erstveröffentlichung: November 1996                     |
| 1997 | He’d Never Seen Julie Cry Jo Dee Messina             | — | Country64 (5 Wo.)Country | Erstveröffentlichung: 14. April 1997                    |
| 1998 | Bye, Bye I’m Alright                                 | US43 Gold · (1 Wo.)US | Country1 (30 Wo.)Country | Erstveröffentlichung: 5. Januar 1998                    |
| 1998 | I’m Alright                                          | US43 ×2Doppelplatin · (24 Wo.)US | Country1 (30 Wo.)Country | Erstveröffentlichung: 11. Mai 1998                      |
| 1998 | Stand Beside Me I’m Alright                          | US34 (20 Wo.)US | Country1 (32 Wo.)Country | Erstveröffentlichung: 12. Oktober 1998                  |
| 1999 | Lesson in Leavin’ I’m Alright                        | US28 Gold · (20 Wo.)US | Country2 (34 Wo.)Country | Erstveröffentlichung: 26. April 1999                    |
| 1999 | Because You Love Me I’m Alright                      | US53 (13 Wo.)US | Country8 (27 Wo.)Country | Erstveröffentlichung: 25. Oktober 1999                  |
| 2000 | That’s the Way Burn                                  | US25 (20 Wo.)US | Country1 (27 Wo.)Country | Erstveröffentlichung: 15. Mai 2000                      |
| 2000 | Burn                                                 | US42 (20 Wo.)US | Country2 (26 Wo.)Country | Erstveröffentlichung: 16. Oktober 2000                  |
| 2001 | Downtime Burn                                        | US46 (15 Wo.)US | Country5 (23 Wo.)Country | Erstveröffentlichung: 9. April 2001                     |
| 2001 | Bring on the Rain Burn                               | US36 Gold · (20 Wo.)US | Country1 (33 Wo.)Country | Erstveröffentlichung: 10. September 2001 mit Tim McGraw |
| 2002 | Dare to Dream Burn                                   | — | Country23 (20 Wo.)Country | Erstveröffentlichung: 11. Mai 2002                      |
| 2003 | Was That My Life Greatest Hits                       | — | Country21 (20 Wo.)Country | Erstveröffentlichung: 18. Januar 2003                   |
| 2003 | I Wish Greatest Hits                                 | US75 (4 Wo.)US | Country15 (28 Wo.)Country | Erstveröffentlichung: 26. Juli 2003                     |
| 2005 | My Give a Damn’s Busted Delicious Surprise           | US63 Gold · (20 Wo.)US | Country1 (25 Wo.)Country | Erstveröffentlichung: 3. Januar 2005                    |
| 2005 | Delicious Surprise (I Believe It) Delicious Surprise | — | Country23 (20 Wo.)Country | Erstveröffentlichung: 20. Juni 2005                     |
| 2005 | Not Going Down Delicious Surprise                    | — | Country28 (20 Wo.)Country | Erstveröffentlichung: 5. Dezember 2005                  |
| 2006 | It’s Too Late to Worry Delicious Surprise            | — | Country33 (20 Wo.)Country | Erstveröffentlichung: 10. Juli 2006                     |
| 2007 | Biker Chick Unmistakable: Drive                      | — | Country48 (7 Wo.)Country |                                                         |
| 2008 | I’m Done –                                           | — | Country34 (20 Wo.)Country |                                                         |
| Folgende Lieder erschienen nicht als Single, wurden aber durch das Album zum Download und Streaming bereitgestellt und konnten somit eine Platzierung erlangen: |                                                      | | |                                                         |
| |                                                      | | |                                                         |
| 1999 | No Time for Tears I’m Alright                        | — | Country75 (1 Wo.)Country |                                                         |

Weitere Singles
- 2003: A Joyful Noise
- 2009: Shine
- 2010: That’s God
- 2013: Peace Sign
- 2014: A Woman’s Rant
- 2014: He’s Messed Up
- 2018: Reckless Love

### Videoalben
- 2002: The Video Collection